# 須藤繪里花
須藤繪里花（1983年1月12日—）是日本的女性聲優，神奈川縣出身。東京廣播學院畢業。2006年所屬Mausu Promotion。

## 演出作品

### 電視動畫
2007年
- 魔人偵探腦嚙涅羅（新戶菊江）

2008年
- 我家3姊妹（普利茲的母親、外婆）
- 神薙（女學生）
- 銀魂（鬼子母神春菜、中村京次郎（童年時）、老奶奶）
- 隱王（福克布魯社員）
- 交響情人夢 巴黎篇（安娜、孫蕊的媽媽）

2009年
- 銀魂（虛擬阿通）
- 海豹寶寶（女性客人）
- 四葉遊戲（中河今日子、女學生、洋子、女學生、福田）

2010年
- KIDDY GiRL-AND（愛絲庫爾的母親）
- 銀魂（老奶奶）
- 青春CUP（親戚）
- 交響情人夢 終曲（安娜、孫蕊的媽媽）
- 百花繚亂 SAMURAI GIRLS（士兵A）

2011年
- 塔麻可吉（保育園的老師）
- 緋彈的亞莉亞（評審B）

### OVA
- 異世界聖機師物語（漢娜）
- 關上最後的門（OL）

### 劇場版動畫
- 銀髮阿基德

### Web動畫
- 赤腳踩薔薇（亞多里）

### 連續劇CD
- 不妙！（吉岡希美）
- 命運之戀你知道嗎！（女傭長、女傭）
- 高中王子〜王子的禮物〜（化妝師、男孩子、香蕈粉紅）
- 坡的一族（艾凡斯夫人）
- 東京少年王〜黑暗貴公子拜訪〜（堇老師）
- 欲望之犬（女服務生、法語電影聲音）

### 遊戲
- 噴射脈衝（嘉德尼亞、系統聲音）
- 暮蟬悲鳴時祭
- PRISM ARK

### 外語配音
- 好話（隔壁的阿姨、母親）
- 失蹤現場
- 極限權利（古根漢的母親、路易的母親）
- 飛天大盜#5
- 保姆（貝瑞）
- 星艦戰將3（安娜中士）
- 咒怨2（凡妮莎（泰瑞莎·帕默））
- 靈異23（安妮塔、西碧）
- 家族風雲
- 美好的一年（奧西的秘書、美國女人）
- 神探默多克
- 靈媒緝凶2（凱蒂）
- 靈媒緝凶3#8

## 外部連結
- Mausu Promotion公開簡歷 （页面存档备份，存于）